# Michael Baur
Michael Baur (sinh ngày 16 tháng 4 năm 1969) là một cầu thủ bóng đá người Áo.

## Đội tuyển bóng đá quốc gia Áo
Michael Baur thi đấu cho đội tuyển bóng đá quốc gia Áo từ năm 1990 đến 2002.

## Thống kê sự nghiệp
| Đội tuyển bóng đá Áo | Đội tuyển bóng đá Áo | Đội tuyển bóng đá Áo |
| Năm                  | Trận                 | Bàn                  |
| -------------------- | -------------------- | -------------------- |
| 1990                 | 2                    | 0                    |
| 1991                 | 7                    | 0                    |
| 1992                 | 7                    | 1                    |
| 1993                 | 6                    | 1                    |
| 1994                 | 1                    | 0                    |
| 1995                 | 0                    | 0                    |
| 1996                 | 0                    | 0                    |
| 1997                 | 0                    | 0                    |
| 1998                 | 0                    | 0                    |
| 1999                 | 0                    | 0                    |
| 2000                 | 2                    | 1                    |
| 2001                 | 8                    | 2                    |
| 2002                 | 7                    | 0                    |
| Tổng cộng            | 40                   | 5                    |